# 法蘭克·J·史伯格

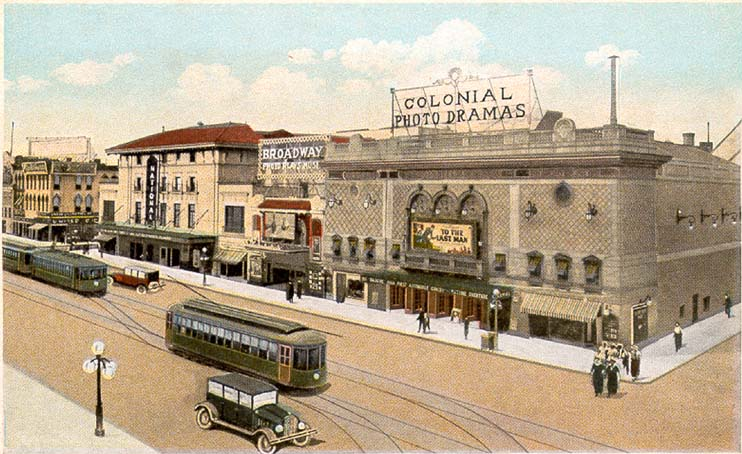
圖中使用集電桿的有轨电车系統便是史伯格的作品

法蘭克·朱利安·史伯格（英語：Frank Julian Sprague，1857年7月25日—1934年10月25日），美國發明家兼海軍軍官，對電動機、電氣化鐵路和升降機發展有貢獻。他促進了都市化：更好的運輸系統使城市的大小合理增加，改良升降機技術幫助了摩天大樓發展，繼而令商業發展更密集。他有「電力牽引之父」之稱。受芝加哥城南高架铁路公司邀请，他成功在芝加哥軌道交通上实施了世界上首个重联控制系统。
1. ↑  ETHW Volunteers. . Engineering and Technology History Wiki (Hoboken, NJ: Institute of Electrical and Electronics Engineers [IEEE] History Center). January 25, 2016  [January 31, 2017]. （原始内容存档于2020-11-25）.